# Wilhelm Hinners

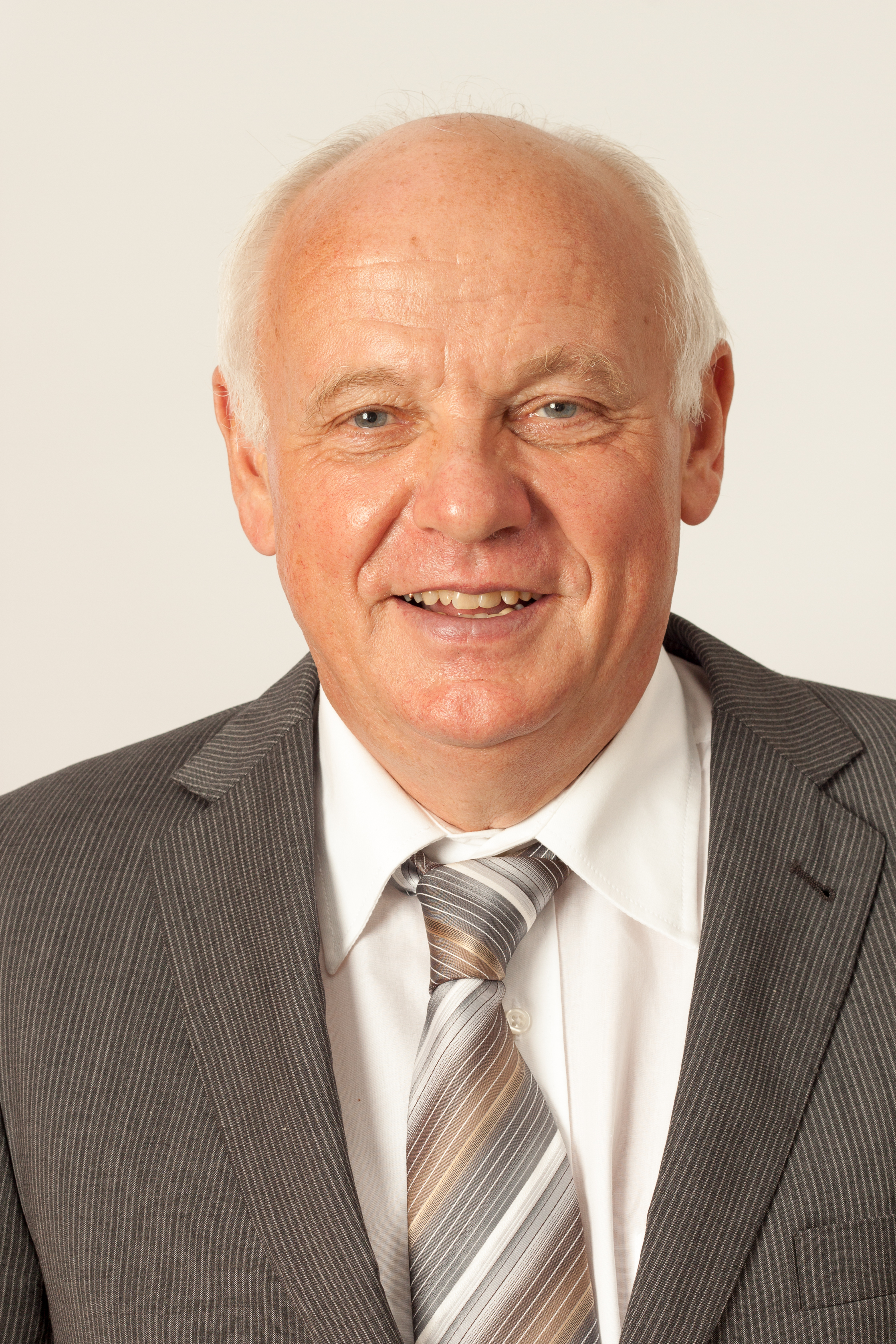
Wilhelm Hinners 2014

Wilhelm Heinz Hinners (* 22. Januar 1949 in Bremen) ist ein bremischer Politiker (CDU) und Abgeordneter der Bremischen Bürgerschaft.

## Biografie

### Familie, Ausbildung und Beruf
Hinners besuchte die Volksschule und absolvierte anschließend einer Ausbildung im Elektromotorenbau. Als Ingenieurassistent beim Norddeutschen Lloyd und der Nordsee-Reederei ist er von 1968 bis 1970 zur See gefahren. Von 1970 bis 1973 machte er eine Ausbildung für den mittleren Polizeidienst und arbeitete von 1973 bis 1975 bei der Schutzpolizei. 1975 schloss die Ausbildung zum Kriminalpolizisten an und von 1977 bis 1979 die Ausbildung für den gehobenen kriminalpolizeilichen Dienst. Ab 1979 war er in verschiedenen Abteilungen der Kriminalpolizei tätig. Eine weitere Ausbildung absolvierte er von 1987 bis 1990 beim Bundeskriminalamt (BKA) zum Sachverständigen für forensische Handschriftenuntersuchung. Sein Dienstgrad bei Eintritt ins Parlament war Erster Kriminalhauptkommissar.
Seit 1990 ist er als Gastdozent an der Hochschule für Öffentliche Verwaltung Bremen im Fachbereich Kriminalistik und Kriminaltechnik tätig. Von 1997 bis 2006 war er freigestelltes Personalratsmitglied und seit 2000 Vorsitzender des Personalrates der Polizei Bremen. Von 1998 bis 2006 war er zudem Vorstandsmitglied der Gewerkschaft der Polizei.
Er ist verheiratet, hat zwei Kinder und wohnt in Bremen - Hemelingen, Ortsteil Mahndorf.

### Politik
Hinners ist seit der Wahl 2007 Mitglied der Bremischen Bürgerschaft und Innenpolitischer Sprecher der CDU-Fraktion.

Er ist vertreten im
Ausschuss für Bürgerbeteiligung, bürgerschaftliches Engagement und Beiräte (Stadt),
Haushalts- und Finanzausschuss (Land und Stadt),
Petitionsausschuss (Land und Stadt),
Rechnungsprüfungsausschuss (Land und Stadt),
Rechtsausschuss,
Betriebsausschuss „Performa Nord“,
nichtständigen Ausschuss „Ausweitung des Wahlrechts“,
Kontrollausschuss nach dem Polizeigesetz und in der
Parlamentarischen Kontrollkommission sowie in der
staatlichen und städtischen Deputation für Inneres und Sport.
Zur Bürgerschaftswahl in Bremen 2019 trat er nicht erneut an.